# 1603
| 1603               |
| ------------------ |
| Dødsfald - Fødsler |
| • Begivenheder     |

| Gregoriansk kalender | 1603 MDCIII             |
| Ab urbe condita      | 2356                    |
| Armensk kalender     | 1052 ԹՎ ՌԾԲ             |
| Kinesiske kalender   | 4299 – 4300 壬寅 – 癸卯 |
| Etiopisk kalender    | 1595 – 1596             |
| Jødisk kalender      | 5363 – 5364             |
| Hindukalendere       |                         |
| - Vikram Samvat      | 1658 – 1659             |
| - Shaka Samvat       | 1525 – 1526             |
| - Kali Yuga          | 4704 – 4705             |
| Iransk kalender      | 981 – 982               |
| Islamisk kalender    | 1012 – 1013             |

Konge i Danmark: Christian 4. 1588-1648
Se også 1603 (tal)

## Begivenheder
- 24. marts - Personalunion oprettes mellem England og Skotland, da Jakob 6. af Skotland bliver kronet som Jakob 1. af England
- 25. juli – Den skotske konge, Jakob 6. arver Englands trone. Han indtræder som Jakob 1. af England. Dette er begyndelsen på " det forenede kongerige" (United Kingdom).

## Født
- 10. april – Christian, prins af Danmark og næstældste søn af Christian 4. (død 1647).
- 16. april – Simon Paulli, tysk læge (død 1680).
- 17. august – Lennart Torstenson, svensk feltmarskal og rigsråd (død 1651).
- Abel Tasman, nederlandsk søfarer og opdagelsesrejsende (død 1659).

## Dødsfald
- 24. marts – Elizabeth 1., dronning af England (født 1533).
- 13. december – François Viète, fransk matematiker (født 1540).